# Gidhaur
Gidhaur és un estat tributari protegit del tipus zamindari situat a Bihar al districte de Monghyr. Estava governat per una dinastia chandela. Fou fundat per Raja Puran Mal del clan dels chandeles constructors de Khajuraho, vers 1596. El 14è rajà fou Dalar Singh que governava vers 1651. El 1877 el raja Mangal Singh va obtenir el títol de maharajà.

## Llista de rages[1]
- Raja Gopal Singh
- Maharaja Bahadur Sir Jai Mangal Singh (net) (? - 1889).
- Maharaja Bahadur Shiv Prasad Singh (1889 - ?).
- Maharaja Bahadur Ravneshwar Prasad Singh (? - 1923).
- Maharaja Bahadur Chnadra Mouleshwar Prasad Singh (1923 - ?).
- Maharaja Bahadur Chandra Chur Singh (? - 1937).
- Maharaja Bahadur Pratap Singh (1937-1948).